# 辺野喜橋
辺野喜橋（べのきばし）は、かつて沖縄県国頭郡国頭村の辺野喜川に架かっていた橋。

## 概要
沖縄県により建設され、1981年に供用開始。後に国頭村に移管され、村道として使われていた。
塗装不要の耐候性鋼を採用していたが、海岸に近かったため、桁内部から塩害による腐食が進んだ。雨水による洗浄が起こりにくい内側面と護岸により潮風が集中する両端部が特に激しく腐食していた。。
2004年11月、崩落の危険があるとして通行止めにしたが、撤去の予算がつかずそのままになっていた。
2009年6月25日の集中豪雨で橋桁が傾くなどの変化が生じたため緊急に撤去の準備を進めていたが、同年7月15日午後5時37分に左岸寄りで橋桁が折れ曲がり崩落した。通行止めとなっていたため、人的被害は生じなかった。崩落当時は琉球大学と土木研究所構造物メンテナンス研究センターによるモニタリング調査が行われており、橋梁管理者への崩落過程の映像配信などが行われた。
同月19日までに撤去が完了したが、近くの橋をう回路としているため架け替えは予定されていない。